# Шарлотт-Гарбор (Флорида)
Шарлотт-Гарбор (англ. Charlotte Harbor) — переписна місцевість (CDP) в США, в окрузі Шарлотт штату Флорида. Населення — 3784 особи (2020).

## Географія
Шарлотт-Гарбор розташований за координатами 26°57′41″ пн. ш. 82°3′34″ зх. д. / 26.96139° пн. ш. 82.05944° зх. д. (26.961501, -82.059331).  За даними Бюро перепису населення США в 2010 році переписна місцевість мала площу 12,96 км², з яких 5,97 км² — суходіл та 6,99 км² — водойми.

## Демографія
Згідно з переписом 2010 року, у переписній місцевості мешкало 3714 осіб у 1900 домогосподарствах у складі 764 родин. Густота населення становила 287 осіб/км².  Було 2736 помешкань (211/км²).
Расовий склад населення:
| - 89,3 % — білих - 6,0 % — чорних або афроамериканців - 1,7 % — азіатів - 0,2 % — корінних американців - 0,1 % — вихідців з тихоокеанських островів - 1,1 % — осіб інших рас |

До двох чи більше рас належало 1,6 %. Частка іспаномовних становила 5,6 % від усіх жителів.
За віковим діапазоном населення розподілялося таким чином: 10,4 % — особи молодші 18 років, 40,4 % — особи у віці 18—64 років, 49,2 % — особи у віці 65 років та старші. Медіана віку мешканця становила 64,3 року. На 100 осіб жіночої статі у переписній місцевості припадало 80,0 чоловіків;  на 100 жінок у віці від 18 років та старших — 77,7 чоловіків також старших 18 років.
Середній дохід на одне домашнє господарство  становив 53 916 доларів США (медіана — 44 613), а середній дохід на одну сім'ю — 65 508 доларів (медіана — 50 278). За межею бідності перебувало 12,1 % осіб, у тому числі 10,0 % дітей у віці до 18 років та 10,5 % осіб у віці 65 років та старших.
Цивільне працевлаштоване населення становило 1271 особа. Основні галузі зайнятості: освіта, охорона здоров'я та соціальна допомога — 21,7 %, роздрібна торгівля — 11,5 %, науковці, спеціалісти, менеджери — 10,5 %, будівництво — 10,2 %.